# Edwin Perkuhn

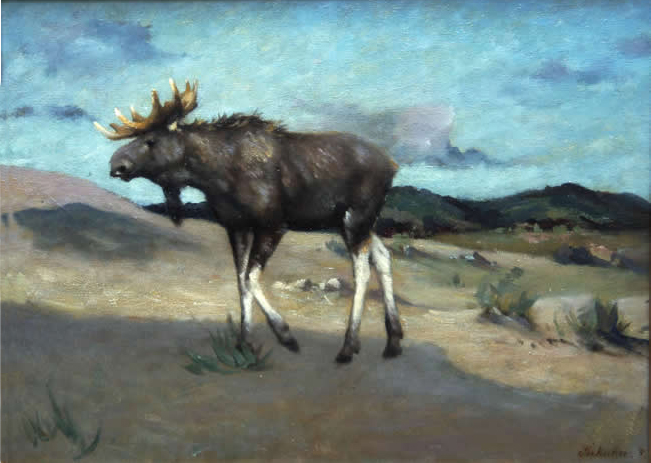
Edwin Perkuhn: Elch

Edwin Perkuhn (* 23. Mai 1861 in Lisettenfeld (russ. Кошевое, Ostpreußen); † 1943 oder 1944 in Dießen am Ammersee) war ein deutscher Tier- und Landschaftsmaler, als „Elchmaler“ bekannt. 

## Leben
Perkuhn studierte an der Kunstakademie Königsberg und von 1879 bis 1884 an der Kunstakademie in Karlsruhe als Meisterschüler bei Gustav Schönleber und Hermann Baisch. Nach dem beendeten Studium lebte er abwechselnd in München und auf dem Gut Meisterfelde bei Domnau in Ostpreußen. 1897 ließ er für sich ein Landhaus in St. Georgen bei Dießen bauen, das heute als ortsbildprägend gilt. Daneben hielt Perkuhn sich auch in der Künstlerkolonie Nidden auf. Er nahm unter anderem mehrfach an den Ausstellungen im Münchner Glaspalast teil. 

## Werke (Auswahl)
- Sommerabend, 1890 Ausstellung Sächsischer Kunstverein
- Windmühlen, Ostpreußen, 1890/1895 Münchner Jahresausstellung Glaspalast, 1891 Berliner Internationale Kunstausstellung
- Elche, 1891 Berliner Internationale Kunstausstellung
- Herbstabend und Herbstlandschaft, 1891 Münchner Jahresausstellung Glaspalast
- Aus Oberbayern, 1892/1895 Münchner Jahresausstellung Glaspalast
- Dorfstraße, Ostpreußen, Ausstellung 1896 Münchner Jahresausstellung Glaspalast
- Im Elchrevier, 1896 Berliner Internationale Kunstausstellung[3]
- Septemberabend in der Forst (Elchhirsch), Ölgemälde, 1897 Internationale Kunstausstellung Glaspalast München[5]
- Elchwild auf der Düne (Kurische Nehrung), 1901 Internationale Kunstausstellung Glaspalast München[6]
- Abend (Oberbayern), 1906 Münchner Jahresausstellung Glaspalast[7]